# Nadsięwłom
Nadsięwłom – pionowe lub strome wyrobisko podziemne prowadzące od pewnego poziomu w górę.
Nadsięwłomy realizuje się w celu realizacji połączenia z wyżej leżącym pokładem.